# Sabicea umbellata
Sabicea umbellata là một loài thực vật có hoa trong họ Thiến thảo. Loài này được (Ruiz & Pav.) Pers. miêu tả khoa học đầu tiên năm 1805.